# Пономарёв, Василий Сергеевич
Васи́лий Серге́евич Пономарёв (1907, Новгород, Российская империя — 1978, Марбург, Гессен, ФРГ) — советский и западногерманский архивист, историк и археолог. В 1933 году был приговорён в СССР к пяти годам лишения свободы за участие в «студенческом христианском движении»; после отбытия срока — в годы Великой Отечественной войны — коллаборационист и первый бургомистр оккупированного Новгорода Великого. Через два месяца службы в должности бургомистра (1941 год) он вернулся к музейной работе, проводил при содействии немецкой администрации раскопки во Пскове, Новгороде Великом и других древнерусских поселениях.  

## Биография
Родился в 1907 году в русской семье. Внук новгородского краеведа, археолога и коллекционера, основателя частного музея древности и Общества любителей древности Василия Передольского. 
Закончил историко-лингвистический факультет Ленинградского госуниверситета (1928—1929 годы). Потом заведовал антирелигиозным музеем, который располагался в Софийском соборе. В конце 1920-х годов участвовал в археологических экспедициях Новгородского музея, в том числе, в раскопках курганов у села Хреплё и на Новгородском городище под руководством А. В. Арциховского.
В 1933 году репрессирован по делу «Российского студенческого христианского движения». Полностью отбыв 5-летний срок наказания, вернулся в музей.
В августе 1941 года, после прихода немцев, стал первым бургомистром оккупированного Новгорода. На этом посту пробыл лишь до октября, затем его сменил Ф. И. Морозов. Будучи бургомистром, руководил работами по восстановлению Софийского собора, пострадавшего при немецких бомбёжках летом 1941 года. Позднее Пономарёв снова перешёл на музейную работу. Продолжил начатые до войны раскопки славянских курганов на реке Оредеж. Занимался учётом культурных ценностей Новгорода и Пскова («Музей Поганкина»), их сохранением, а впоследствии вывозом из города, сопровождая музейные фонды Новгорода и Пскова в Ригу, а затем в Германию вместе с отступавшими немецкими войсками. В 1944 году в университете Грайфсвальда занимался описанием новгородских археологических коллекций.
После войны оказался в американской оккупационной зоне. Остался в ФРГ, не приняв гражданства этой страны, преподавал историю и археологию. В СССР ничего не знали о его судьбе, пока в 1955 году он не встретился на международном историческом конгрессе в Риме с А. В. Арциховским, который, по рассказам коллег, считал Пономарёва предателем и не подал ему руки. В то же время, по словам историка Бориса Ковалёва розыскное дело на Пономарёва в Новгородском управлении КГБ было «уничтожено по прошествии срока давности в 1973 году», возможно из-за того, что Пономарёв подпадал под амнистию 1955 года советских граждан, сотрудничавших с оккупантами в период Великой Отечественной войны.
Похоронен в Марбурге. В 2007 году перезахоронен на Рождественском кладбище Великого Новгорода своей племянницей, Антониной Передольской. В библиотеке Марбургского университета хранится архив Василия Пономарёва.